# ستومانيتسايت
ستومانيتسايت (بالبلغارية: Стоманеците)‏ قرية تقع إدارياً ضمن بلدية غابروفو ‏ في بلغاريا. ويبلغ عدد سكانها 38 نسمة حسب تعداد 15 مارس 2015. تعتمد ستومانيتسايت للبريد على الرمز البريدي 5304.